# Noroy
Noroy é uma comuna francesa localizada na região administrativa de Altos da França, no departamento de Oise. Situa-se no arrondissement de Clermont e pertence ao cantão de Saint-Just-en-Chaussée.
A comuna integra a comunidade de comunas do Plateau Picard, uma estrutura intercomunal que reúne várias pequenas localidades da região.
Noroy ocupa uma área de 5,45 km², com altitudes que variam entre 100 e 164 metros acima do nível do mar. De perfil predominantemente rural, a economia local está historicamente ligada à agricultura.
A principal edificação religiosa da comuna é sua igreja paroquial, visível ao centro da vila.
O acesso à comuna se dá por vias departamentais, e a estação ferroviária mais próxima está localizada em Saint-Just-en-Chaussée, a poucos quilômetros.
Em 2010 a comuna tinha 248 habitantes (densidade: 45,5 hab./km²).